# Krista Nell
Doris Kristanel, dite Krista Nell, est une actrice autrichienne, née le 21 janvier 1946 à Vienne et morte le 19 juin 1975 à Rome.

## Biographie
Krista Nell commence sa carrière en France avant de partir pour Rome où elle connaît quelques succès dans des westerns spaghetti et des comédies érotiques italiennes,. Elle joue dans le film de cape et d'épée Le Retour d'Ivanhoé et des westerns comme Les Âmes damnées de Rio Chico, Blindman, le justicier aveugle, Abattez Django le premier et Sartana, si ton bras gauche te gêne, coupe-le.
Son dernier film est La Sangsue dans lequel elle devait tenir le rôle principal, mais son état physique la relègue dans un rôle secondaire,. Elle meurt d'une leucémie à l'âge de 29 ans. Elle a été la compagne de l'acteur Ettore Manni.

## Filmographie

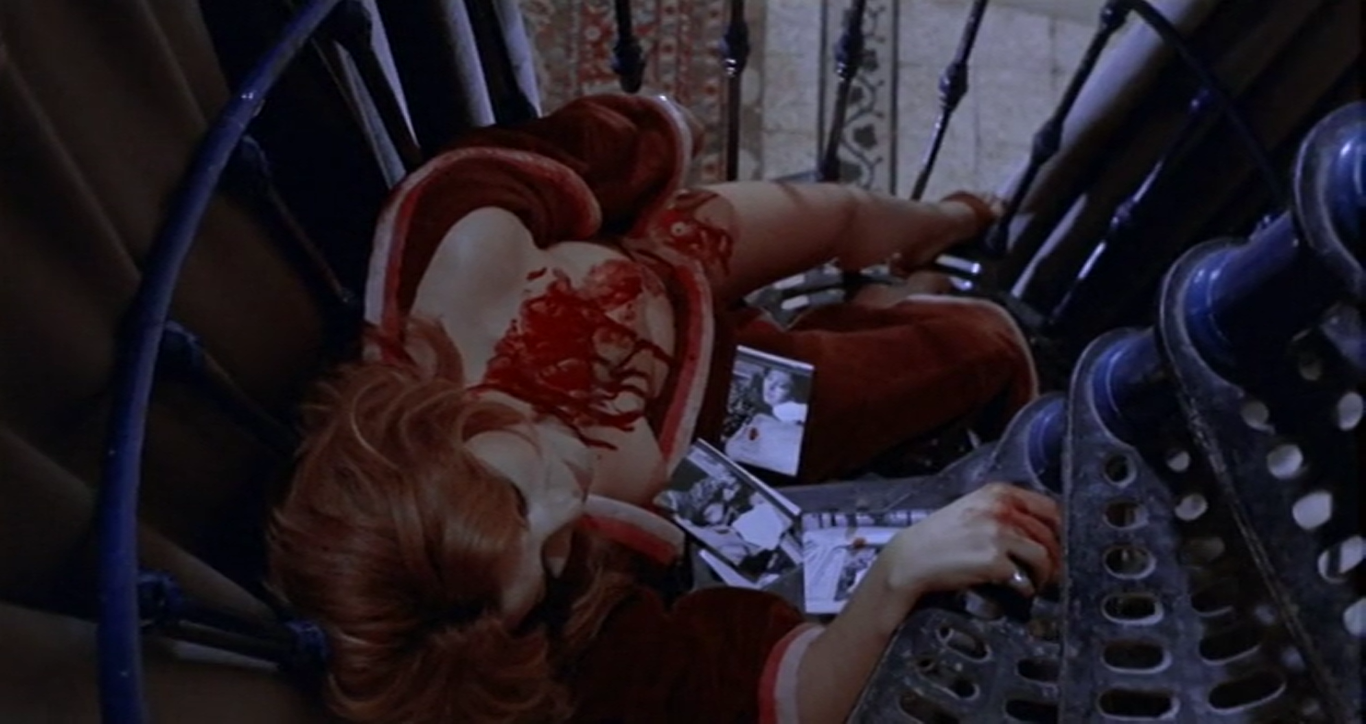
Krista Nell dans La Peur au ventre

- 1965 : Pierrot le Fou de Jean-Luc Godard : Madame Stacket
- 1966 : La Bourse et la Vie de Jean-Pierre Mocky : Geneviève
- 1966 : La Jungle des tueurs (L'affare Beckett) de Osvaldo Civirani : Paulette
- 1967 : Massacre pour une orgie de Jean-Pierre Bastid :  Marion
- 1967 : Sang et Or (de) (Frontera al sur) de José Luis Merino : Eva
- 1967 : The Million Eyes of Sumuru (en) de Lindsay Shonteff : Zoe
- 1968 : Los machos (Uno di più all'inferno) de Giovanni Fago : Saloon girl
- 1968 : Tire, Django, tire (Spara, Gringo, spara) de Bruno Corbucci : Tina
- 1969 : Un corps chaud pour l'enfer (Un corpo caldo per l'inferno) de Franco Montemurro : Josette the Club Manager
- 1969 : Le Roi de la jungle  (Tarzán en la gruta del oro) de Manuel Caño : Mary
- 1969 : Le Guerillero et celui qui n'y croyait pas d'Antoine d'Ormesson : Juanita - la femme d'un guerillero
- 1969 : Raptus de Marino Girolami : Prostituée victime de Gilberto
- 1970 : Le Clan des gangsters (La banda de los tres crisantemos) d'Ignacio Iquino : Catherine Olinger
- 1970 : Ombre roventi de Mario Caiano
- 1970 : Les Libertines ou Les Belles au bois dormantes de Pierre Chenal : Christine
- 1970 : Sartana, si ton bras gauche te gêne, coupe-le (Arrivano Django e Sartana... è la fine) de Demofilo Fidani : Cleo
- 1971 : Abattez Django le premier (Uccidi Django... uccidi per primo!!!) de Sergio Garrone Molly
- 1971 : Le Retour d'Ivanhoé (La spada normanna) de Roberto Mauri : Brenda
- 1971 : Les Amants du diable (es) (Las amantes del diablo) de José María Elorrieta Hilda Salas
- 1971 : Les Âmes damnées de Rio Chico (Quelle sporche anime dannate) de Luigi Batzella : Cora
- 1971 : Blindman, le justicier aveugle (Blindman) de Ferdinando Baldi : Bride
- 1972 : Décaméron 2 (Decameron no 2 - Le altre novelle del Boccaccio) de Mino Guerrini : la femme d'Egano
- 1972 : Sacramento (Sei iellato, amico hai incontrato Sacramento) de Giorgio Cristallini : Evelyn
- 1972 : Le calde notti del Decameron de Gian Paolo Callegari : Suor Martuccia
- 1972 : Les Nouveaux Contes érotiques de Boccace (it) (Decameron proibitissimo (Boccaccio mio statte zitto)) de Marino Girolami : Donna Piccarda
- 1972 : La Peau qui brûle (La rossa dalla pelle che scotta) de Renzo Russo : The Subservient Doll
- 1972 : La Peur au ventre (Rivelazioni di un maniaco sessuale al capo della squadra mobile) de Roberto Bianchi Montero : Renata
- 1972 : Le Professeur (La prima notte di quiete) de Valerio Zurlini : Martine
- 1972 : V'là que les nonnes dansent le tango ! (it) (Fratello homo sorella bona) de Mario Sequi : Laura
- 1972 : Le Colt était son dieu (La colt era il suo Dio) de Luigi Batzella : Mary Bryan
- 1972 : L'Ordre et la Violence (L'amico del padrino) de Frank Agrama : Layla Siri
- 1972 : Les Nouveaux Contes immoraux (Decameroticus) de Giuliano Biagetti : Isabella
- 1973 : Mamma... li turchi! (it) de Renato Savino : Baroness
- 1973 : Rêves lubriques (Le amorose notti di Alì Babà) de Luigi Latini De Marchi : Yashira
- 1974 : Dossier rose de la prostitution (Prostituzione) de Rino Di Silvestro : Immacolata Mussomecci
- 1974 : Delitto d'autore de Mario Sabatini : Sonia
- 1975 : La Sangsue (La sanguisuga conduce la danza) d'Alfredo Rizzo : Cora